# گل‌کوب جلوسیاه
گل‌کوب جلوسیاه (نام علمی: Dicaeum igniferum) نام یک گونه از سرده گل‌کوب‌های اصلی است.